# Say Goodbye
«Say Goodbye» es un sencillo del cantante estadounidense de R&B Chris Brown, perteneciente a su álbum homónimo. Fue estrenada el 8 de agosto de 2006 por Jive Records. Apareció en la película Step Up. Llegó al puesto 10 del Billboard Hot 100 el 31 de octubre de 2006.

## Información
"Say Goodbye" es una balada sobre una mala relación. La canción trata de la sensación que tiene Chris Brown de que la relación con su novia no va bien y tiene que dejarla. El problema es que nunca encuentra el momento oportuno para dejarla.

## Videoclip
El videoclip fue estrenado el 26 de julio de 2006. Cuenta con una pequeña muestra de la canción "Ain't No Way (You Won't Love Me)" al principio del video. Muestra a Chris Brown intentando romper con su novia. Al final del video, Brown encuentra un nuevo amor.

## Posición en listas
| Lista (2006)                                     | Posición máxima |
| ------------------------------------------------ | --------------- |
| Estados Unidos (Billboard Hot 100)               | 10              |
| Estados Unidos Hot R&B/Hip-Hop Songs (Billboard) | 1               |
| Estados Unidos Pop Songs (Billboard)             | 14              |
| Estados Unidos Rhythmic (Billboard)              | 2               |

- Datos: Q2228541